# Pityogenes
Genre
Pityogenes est un genre d'insectes de l'ordre des coléoptères (insectes possédant en général deux paires d'ailes incluant entre autres les scarabées, coccinelles, lucanes, chrysomèles, hannetons, charançons et carabes).

## Liste des espèces
- Pityogenes hopkinsi Swaine, 1915
- Pityogenes knechteli Swaine, 1918
- Pityogenes meridianus Blackman, 1921